# 夏嘉遇
夏嘉遇（1579年—？），字正甫，號繩北，南直隸松江府華亭縣人。明朝政治人物。

## 生平
丁酉應天府鄉試三十五名舉人，萬曆三十八年（1610年）庚戌科會試二百六十六名，廷试三甲二十五名進士。吏部观政，授直隶保定府推官。萬曆四十六年（1618年），用治行征取考选。當擢諫職，改任禮部祠祭司主事。官至吏部文选司郎中。魏忠贤當權時，魏大中向夏嘉遇為自己的老師謝應祥謀官，魏廣微指使御史陳九疇上疏彈劾，上言：「應祥嘗任嘉善知縣，與魏大中誼屬師生，大中為師出力，私托選郎夏嘉遇，謀任是缺，徇私當斥」，魏大中、夏嘉遇上疏自辯，同時揭露陳九疇的惡行，魏忠贤假传圣旨，将三人全部罢免，又将赵南星贬出京外。

## 家族
曾祖夏綎，贈徵仕郎；祖父夏應元，安吉州同知；父夏世英，庠生；母唐氏。永感下，妻郁氏。兄大謨（庠生）；大奎；大典；大章；大年（庠生）；嘉逑，弟嘉逄（庠生）；道行（庠生）；道明（庠生）；嘉運；嘉逵；嘉遷。子長慶；長禧；長泰。

## 延伸阅读
[在维基数据编辑]
 《明史卷二百三十六》，出自《明史》